# Righteous Pigs
Righteous Pigs – amerykański zespół muzyczny założony w 1987 w Las Vegas. Współzałożycielem Righteous Pigs był gitarzysta Mitch Harris
. Prezentowany nurt muzyczny tej grupy to thrash metal, grind core z elementami death metalu.. Pierwszą płytę nagrano w 1989 r. pt. Live And Learn, jednakże zespół bardziej zaczął być rozpoznawalny na rynku muzycznym po nagraniu w 1990 roku płyty Stress Related. W tym samym roku tj. 1990, zaraz po nagraniu drugiego longplaya, grupa rozpadła się; jednocześnie gitarzysta Mitch Harris zasilił skład zespołu Napalm Death i ostatecznie do niego dołączył.
W 1992 roku został wydany album, tym razem kompilacyjny (Stress Related / Live and Learn).

## Muzycy
Opracowano na podstawie materiału źródłowego

### Ostatni znany skład zespołu
- Joe Caper - śpiew (Caper, The Henchmen, Mule Skinner)
- Mitch Harris - gitara elektryczna, śpiew (Defecation, Napalm Death, Meathook Seed, Goatlord (USA))
- Stephen Chiatovich - gitara basowa
- Alan Strong - instrumenty perkusyjne

### Muzycy sesyjni
- Scott Leonard - instrumenty perkusyjne - "Live and Learn"

## Dyskografia
Opracowano na podstawie materiału źródłowego

### Albumy studyjne
- 1989 - Live and Learn (Nuclear Blast Records)
- 1990 - Stress Related (Nuclear Blast Records)

### Dema
- 1987 - Our demo (niezależne)
- 1987 - (realizacja własna)(lipiec, 1987)

### Single
- 1990 - Turmoil (Nuclear Blast Records)

### Kompilacje
- 1992 - Stress Related/Live and Learn (Nuclear Blast Records)